# Merle à miroir
Turdus aurantius
Espèce
Statut de conservation UICN

 LC  : Préoccupation mineure
Le Merle à miroir (Turdus aurantius) est une espèce de passereaux appartenant à la famille des Turdidae.

## Habitats et répartition
Il est endémique à la Jamaïque.
Son cadre naturel de vie est les forêts humides de plaines et de montagnes tropicales ou subtropicales et les forêts anciennes fortement dégradées.